# 財政再建
財政再建（ざいせいさいけん、fiscal adjustment）とは、悪化している財政を健全な状態（健全財政）に戻すことである。

## 概要
政府や地方公共団体は、その任務を遂行するにあたり支出と徴税等を通じた経済活動によって財政の機能を果たしている。政府や地方公共団体の財政には、債務不履行や極端なインフレーションの亢進を防ぎながら、国民経済の発展と公共サービスの維持と充実を実現する事が求められる。

## 財政再建に関する指標・理論

### プライマリー・バランス
プライマリー・バランス（PB）とは、（税収＋税外収入）から政府支出（政策的経費）を指し引いた政府の本業に伴う単年度の収支のことである。PBが収支ゼロであれば、公共サービス提供のための支出が（税収＋税外収入）だけでまかなえることを意味する。
PBの観点から財政破綻リスクを評価する際には通貨の種類を考慮する事が必須である。PBの赤字を自国通貨建ての負債で賄っているうちは、赤字分の通貨発行をしている事と同じなため、それが財政破綻リスクの増大にはならない。しかし、外貨建てだったりユーロ圏のように自国で発行権を持たない通貨で赤字を賄っている場合は、政府債務が増大すると、それに伴って財政破綻リスクも増大することになる。

### ブランシャールの財政破綻の定義
オリヴィエ・ブランシャールの定義 - 政府債務/名目GDPを安定的に推移させながら、現行の財政政策を維持できるとき、財政は維持可能であるという。政府債務の対名目GDP比の推移を考えればよいとされる。

### ドーマー条件
1940年代に経済学者のE・D・ドーマーによって提唱されたと日本でいわれている条件。名目経済成長率が名目公債利子率を上回れば基礎的財政赤字は維持可能であるといわれる。

### ボーン条件
財政破綻が起こらないための十分条件の一つ。前期に財政赤字だった場合には、今期はプライマリー・バランス規模が改善するように財政が運営されていればよいとするもの。

## マクロバランスとの関係
通例、黒字主体である家計部門の余剰資金は、これを企業部門が借りて投資することで、経済全体としての貯蓄と投資の均衡がはかられることになる。
ある年度の歳出を税金だけで賄えば、将来世代への負担は生まれないが、税収を上回る歳出を行えば財政赤字が発生する。この場合足りない分は国債を発行して資金調達することになるため、国債償還のための資金を税金で支払う将来世代に負担がかかる。政府の借金には、常に納税者への見えない貸付が付随する。
財政赤字の問題として、1）財政の硬直化、2）金利の上昇、3）財政に対する信認の低下、4）世代間の不公平が挙げられる。
政府債務は、どこかの段階で国民からの税金によって償還しなければならなければならず、政府の債務は将来世代の負担の増加になる。ただし、借金をまったく抱えていない政府は存在せず、政府はある程度借金を抱えたまま政府運営を行っていくことは可能である。マクロ財政の政策的本質は、税収と支出の単純な均衡ではない。エコノミストの村上尚己は「政府部門は、本質的に企業・家計などと全く異なる性質を持っている。一国の経済全体は、政府部門だけで成り立っているわけではない。家計・企業など民間部門の経済行動を合わせて、『国の借金』を考えなければ問題の本質は見えてこない。財政の専門家は、政府部門だけに着目して財政赤字を論じるので、処方箋は税制変更（増税）や歳出削減だけになる。政府部門の財政赤字の問題は、一国経済全体の広い視点で捉えて、処方箋を考えることができる」と指摘している。村上は「一国経済全体のパフォーマンスは突き詰めれば、民間の経済活動によって決まる。民間主導で経済活動が活発化することによって、政府の財政赤字を減らすことにつながる」と指摘している。
また、社会保障が充実している成熟型社会では、高齢化の進展による社会保障給付の拡大が財政支出を拡大させるため財政赤字が膨らむ。成熟型社会では高い成長が見込めないため、制度を工夫しコストを抑制するとともに社会を効率的に運営していく必要がある。

### 金利
財政の信認が失われると、国債金利の暴騰・国債価格の暴落が起こり、同時に通貨の信認も失われる。
ある国の財政赤字が金利を上昇させる原因は、長期的に財政状況が悪化すれば国債の償還能力に疑念を持たれ、そのリスクを考慮した金利でなければ、資金を集めることができなくなるからである。経済学者の原田泰は「短期的な財政赤字よりも、長期的な財政状況が金利に影響を与えるはずである」と指摘している。

### 経済成長率
経済成長率が低いと税収の伸びは鈍くなる。景気判断は物価変動を除外した実質経済成長率で見極められるが通常であるが、政府の財政については企業収益・給与ともに名目の指標であるため、実質経済成長率よりも名目経済成長率が重要とされている。税収は名目経済成長率と同じ方向に変化する。GDPが低下すると税収は減少するが、どれだけ減少するかについては、大きく減少するという説とGDPの低下率と同じだけ減少するという説がある。
名目GDPがプラスであれば税収は増え、重点配分が可能であり、財政も運営しやくなる。名目経済成長率より国債の名目利子率が高い状況である限り、財政は破綻する。つまり、名目経済成長率を増加させなければならない。
エコノミストの米山秀隆は「名目経済成長率と長期金利の関係は、財政再建シナリオを描く場合、極めて重要な要素となる。先進国の歴史をみると、経済が急成長する時期には、名目経済成長率が長期金利を上回っているが、成熟期に入ると名目成長率が長期金利を下回るようになっている」と指摘している。
経済学者の高橋洋一は「2000年代以降の経済協力開発機構（OECD）諸国で年次の長期金利と成長率を419のケースについて、国の数でみると、長期金利が成長率を上回ったのは192（46%）、一方で長期金利が成長率を下回ったのは227（54%）となっている。時期でみると、リーマン・ショック前では長期金利が経済成長率を下回り、リーマン・ショック後では長期金利が経済成長率を上回る国が多かった。結果として、長期金利と経済成長率のどちらが上回るかは、ほぼ五分五分という状況である」と指摘している。

#### 税収弾性値
税収弾性値とは、経済成長によって税収がどの程度増えるかを示す値であり、税収弾性値が高ければ、経済成長による税収増と財政再建の効果は大きくなる。GDP1%の変化に対して、税収が1%変化すれば税収弾性値は1となる。

### 対GDP比
一般的に主要国の政府債務の状況を見る場合、政府の債務額をその国のGDPで割った数字で評価する。GDPはその国の経済を表したものであり、GDPに対してどの程度の割合の政府債務であるかを確認することで、その国の債務の程度が解る。今年のGDPに対する国債残高の割合を式で表すと、分母が「今年のGDP」、分子が「今年の国債残高」となる。長期的な財政状況は、政府債務を名目GDPで割ったものが適当な指標になる。
経済学者のロバート・シラーは「ある国の債務が、GDP比で100%を超えたら財政は破綻すると考えるのは誤りである。債務とGDPから計算される比率は、純粋な時間を単位とするが、その単位として1年を用いることに必然性はない」と指摘している。
経済学者の田中秀臣はドーマーの公債命題を引用し「公債負担の問題は、国民所得拡大の問題である」「国民所得の増加を維持できれば、公債負担が増加しても財政を懸念する必要はなくなる」と指摘している。

### 非ケインズ効果
経済学者のジュヴァッツィ、パガーノの研究によると、財政赤字の急拡大、政府債務残高の対GDP比率が高い水準にある、といったように財政が不健全な状態では、大胆な財政の引き締め策が人々の将来への不安を打ち消すことになり、それに関連した効果で現在の民間の消費などが拡大・刺激されGDPの落ち込みを防ぐ可能性もあるとしている。これは「非ケインズ効果」と呼ばれ、1980年代以降、デンマーク・アイルランドなどでこのようなことが観察されたとされている。「非ケインズ効果」は、政府支出を抑えて金利上昇を抑制し、景気にプラスの効果を与えるとされている」。
経済学者の若田部昌澄は「スウェーデンは非ケインズ効果の代表例としてよくとりあげられるが、スウェーデンの景気回復を支えたのは、通貨危機による為替の大幅な切り下げである。クローネ安で輸出が伸び、企業の景況感がよくなったため、それが投資が増加させ消費に向かったのである」と指摘している。
増税によって可処分所得が減少し、消費が減少することを「ケインズ効果」という。

### インフレ課税
インフレーションになると、現金価値の低下によって政府債務が減少し、課税と同じような効果がある。通貨を発行すれば、シニョリッジが国庫に収入として帰属し、直接徴税をしているかのような効果が生じる。これらを「インフレ課税」という。7-8%の高いインフレ率を起こすことによって、国・企業が抱えている借金を目減りさせることを「調整インフレ」という。
エコノミストの山崎元は「財政支出もインフレに連動するため、財政支出を同じように拡大させてしまえば財政収支は赤字のままとなってしまうが、過去のストックベースの財政赤字は実質価値が減価していく」と指摘している。山崎は「インフレは実質的に、現金及び現金の同等物の保有者に対する課税である」と指摘している。田中秀臣は「『インフレ課税』は財政危機を回避する有効な手段となる。結果としてインフレ課税が生み出されるような穏やかなインフレ政策が、財政問題の解消に必要となる」と指摘している。
経済学者のトマ・ピケティは「財政についての歴史的な教訓としては、1945年のフランス・ドイツは対GDP比で200%の公的債務を抱えていたが、1950年には大幅に減少した。それは債務を返済したわけではなく、物価上昇が要因である。物価上昇なしに公的債務を減らすのは困難である」と指摘している。
経済学者のケネス・ロゴフは「世界の主要中央銀行は、穏やかにインフレを高進させることが巨額の債務から逃れる上で有益であることを認識すべきである」「原則的に言えば、インフレは債務問題を解決する公正な方法とは言えない。短期的で穏やかなインフレ高進（例：2年間で6%程度）では、債務問題を解決することにはならないかもしれない。しかし、債務負担を軽減させ、他の手段を取るコストを減らすことができる」と指摘している。

## 方法
財政を好転させるには、収入（歳入）増・支出（歳出）減かの二通りの方法があり、また負債の価値そのものを目減りさせる方法がある。
- 収入（歳入）を増やす
  - 景気回復による税収増
  - 増税
  - 通貨発行によるシニョリッジ
  - （地方の場合）国からの給付金や補助金の金額を増やす
  - 税金以外の収入源（施設使用料や手数料収入など）を確保する
  - 国有資産の売却
- 支出（歳出）を減らす
  - 事業の削減（例：特殊法人の廃止、民営化、公共事業の削減など）
  - 事業単価の削減（例：民間委託を進める、入札・契約方法の改善など）
  - 人件費の削減（例：公務員の数の削減、公務員の待遇を民間並みにするなど）
  - 借入金（国債など）の利率を低く保つ
- 負債の価値を目減りさせる
  - 国債の金利が上昇した（時価が下がった）時の買い戻しもしくはスワップ
  - インフレーション（インフレ課税）による実質的な負債の目減り

エコノミストの片岡剛士は「財政再建には、経済成長、歳出削減、増税のいずれかの選択肢しかない」と指摘している。経済学者の岩田規久男は「財政破綻を回避するためには、歳出の大幅削減、増税、中央銀行の国債引き受けのいずれかしかない」と指摘している。田中秀臣は「中央政府が深刻な財政赤字に直面した場合、これらをファイナンスする方法は、1）公債発行による借り入れ、2）貨幣発行による貨幣発行益（シニョリッジ）を得る、の2つしかない」と指摘している。
政治経済学者のアルベルト・ アレシナ、経済学者のロベルト・ペロッティらの研究によれば、OECD諸国で財政再建に成功したケースでは、プライマリーバランスの改善に対し、歳出削減の寄与が72%・増税の寄与が28%（歳出削減7：増税3）が黄金律になるとしている。
ケネス・ロゴフは「政府は過度に増税に依存することは避けなければならない。過重な増税は経済成長に悪影響を及ぼす。増税と歳出削減のバランスを取ることが好ましい」と指摘している。

### 歳出削減
アルベルト・ アレシナは、財政再建に成功した国は、歳入拡大より歳出削減に力を入れていたのに対し、財政再建に失敗した国は、歳出削減より歳入拡大に力を入れていたとしている。
原田泰は「増税してもそれを使ってしまっては財政再建はできない。財政再建のためには、税収を増やすと同時に歳出を抑制しなければならない。財政再建のために必要なのは、歳出と歳入の差、財政赤字を小さくすることである」と指摘している。森永卓郎は「収入を増やさず財政を切り詰めれば、経済規模は縮小し、借金だけが残る」と指摘している。
トマ・ピケティは「19世紀にイギリスの公的債務は対GDP比で200%の水準になったことがある。19世紀のイギリスは、歳出削減によって公的債務を減らすというオーソドックスなやり方で危機を乗り越えた。ただし、解決に1世紀を要した上、教育への投資を減少させてしまった。これは、今（2015年）の日本・欧州が『同じ轍を踏まないように』と考えさせる重要な教訓である」と指摘している。

### 経済成長
高橋洋一は「1960年以降のOECD加盟国の事例では、名目経済成長率を高くしたほうが財政再建に成功している」と指摘している。
経済学者の竹中平蔵は「借金を増やさず地道に経済を成長させていけば、借金の額は減らないが所得に対する相対的な負担は軽減されていく。ナポレオン戦争後のフランスや第二次世界大戦時のイギリスもそうやった」と指摘している。

## 原因と責任の所在
理論的には、発行された国公債は景気が好転したときに償還することで、解消することが可能であるはずであるが、現実的には、多くの国において政府に対する過度な支出の期待が大きく、政府は慢性的な財政赤字に陥ることが多い。行政機構は放っておくと、より一層膨張していくといわれており、歴史学者・政治学者のシリル・ノースコート・パーキンソンは「役人の数は仕事の量と無関係に一定の割合で増えていく」と説いている（パーキンソンの法則）。組織が大きくなれば、財政支出も拡大するため財政構造が悪化する。
経済学者のジェームズ・M・ブキャナンは著書『公共選択』で「民主主義はおカネを増やす方向には容易に働くが、政府のおカネを減らす方向には容易に働かない。従って、民主主義には、財政赤字を増大させる構造的な欠陥が内包している」と指摘している。
UFJ総合研究所調査部は「財政支出の削減・増税は、景気を悪くする要因となりうるため今の世代には不人気の政策となる。そのため、現在世代の利益を代表する政治家は、歳出拡大・減税に傾きがちとなる」と指摘している。
経済学者のスティーヴン・ランズバーグは「債務自体は課税と比較して良くも悪くもなく、歳出をどう賄うかよりもまず歳出の水準・中身に関心を向けるべきである」と指摘している。ランズバーグは「巨額の財政赤字が有害であるという主張と同じ理由で、高水準の支出が有害であることは疑う余地はない。財政赤字の最も有害な点は、政府支出を管理するメカニズムを見つけ出すという問題から、人々の関心をそらすことなのかもしれない。この問題が解決できなければ、均衡予算に対するこだわりは何事もを解決してはくれない」と指摘している。
岩田規久男は「歳出については、費用便益分析を取り入れ、費用が便益を上回るものは採用せず、便益が費用を上回るものから優先して実行すべきである」と指摘している。

## 財政再建に関する議論

### 財政再建に対する批判

#### 政府の財政赤字と民間の財政黒字
現代貨幣理論によれば、定義上、政府の財政赤字は民間部門の富を創り出す源であるから、政府が財政を黒字化させると民間部門の富が吸い取られてしまう。例えば政府部門と民間部門だけの世界を考え、
初期状態で両部門ともに1000ドル所持していたとする。現実には中華人民共和国など海外部門の収支も考える必要があるが、ここでは無視する。すると、政府は財政黒字となり、民間は赤字となる。一方、政府の財政赤字は民間部門の黒字となる。従って、政府が債務を拡大させれば民間の富も拡大していくことになる。そして政府は永続的に財政赤字を拡大させることができる。なぜならば家計と違って政府はお金を創り出すことができるからである。すなわち、米国財務省は米国債を発行し、FRBが速やかにそれを買い取るのである。米国市民や企業に税を課したり、米国市民や中華人民共和国からお金を借りる必要は無いことを意味する。

#### 政府の財政赤字とインフレ
現代貨幣理論では、そもそも失業率が高いときには貨幣の創造はインフレには結びつかないと考えられている。金本位制の時代には、高い失業率の状態では金の発掘は生産性の向上と雇用の創出につながった。そして現代的な貨幣システムは、金の発掘がマネーサプライに直接影響を及ぼしていたような金本位制とは大きく異なる。中央銀行が実体経済にお金を注入する基本的手法は公衆から国債を買い取ることだが、国債買い取り自体は「自発的な取引」である。というのも国債を保持する公衆が国債を売るよう強制されるわけではないからである。
オリヴィエ・ブランシャールとスタンリー・フィッシャーは、財政赤字の大きさとインフレ率との間に強い正の相関がみられることはあまりないと指摘している。また、1970年代から80年代初期にかけて米国が経験したインフレは、OPECが原油価格の引き上げを狙って産油量を減らしたことにある。マネーサプライは上昇したが、あくまで原油供給減少に引き続いて起こったのであって、マネーサプライ上昇自体が直接物価上昇につながったわけではなかったという反論が存在する。
ノーベル賞経済学者ジョセフ・スティグリッツは、インフレはその抑制に多大なコストがかかるという説自体に懐疑的であり、また中央銀行の独立性が必要だとする説も神話であると述べている。

#### 自国通貨建て国債
中野剛志は、政府は通貨発行権を持っているので、国債は自国通貨建てである限り、そして政府に返済の意思がある限り、いくら発行しても、債務不履行になることはあり得ないと主張している。その理由は以下の通りである。国債の償還の財源は税金である必要はなく、国債の償還期限が来たら、新規に国債を発行して、それで同額の国債の償還を行う借り換えを永久に続ければよい。財政赤字はそれと同額の民間貯蓄を創出するので、民間部門の貯蓄は財政赤字の制約にはならない。財政赤字の制約を決めるのはインフレ率であり、インフレになりすぎたら、財政赤字を拡大してはならない。デフレだということは、財政赤字が少なすぎる。デフレである限り、財政赤字に制約はない。

## 事例

### 日本

#### 中央政府
日本国政府は、多額の国債を償還するべく財政再建に努めている。
- 1981年 - 鈴木善幸内閣による「増税なき財政再建」
- 2001年-2006年 - 小泉内閣による「聖域なき構造改革」
- 2009年- - 行政刷新会議による「事業仕分け」

#### 地方自治体
国内の自治体のほとんどは財政再建に向けた努力をしている。巨額の法人税などで潤っているはずの都市部の自治体でさえも、歳出削減などの努力は進めている。
- 財政再建団体
  - 福岡県赤池町
  - 北海道夕張市
- 神奈川県
- 大阪府
- 北海道
- 岡山県
  - 神奈川県と大阪府はともに、財政再建団体指定を取り沙汰されたことがある。その後の景気回復による増収などで危機的状況は免れたものの、2012年現在も財政状態を好転させるための努力を推進している。
  - 北海道は道経済の低迷とともに財政の悪化が進んでおり、数年後には毎年の財政赤字が数百億円に達するとの観測もある。